# Adelie Land
Adelie Land — метеорит, обнаруженный 5 декабря 1912 года на мысе Денисона, на земле Адели во время Австралийской антарктической экспедиции, группой трёх исследователей под руководством Фрэнка Бикертона. Самый первый метеорит, найденный в Антарктике. Обыкновенный хондрит группы L5.
Хранится в Южно-Австралийском музее в Аделаиде.

## История
Под руководством австралийского геолога Дугласа Моусона на территории Антарктиды проходила Австралийская антарктическая экспедиция 1911—1914 годов, ставившая своей целью исследовать неизведанный на то время участок суши, находящийся между уже исследованными территориями, отмеченными на картах британской экспедицией Терра Нова (1910—1913) и немецкой экспедицией «Гаусса» (1901—1903). Базовый лагерь, из которого уже отправлялись в полевые походы группы по три человека, был разбит на мысе Денисона, на земле Адели.

### Обнаружение метеорита
<...> метеорит <...> покрыт чёрным налётом, внутри имеет кристаллическую структуру, большая часть его поверхности округлена, в одном месте имеется трещина, в нём явно присутствует железо
5 декабря 1912 года, на третий день своего похода, группа, состоявшая из возглавляющего её Фрэнка Бикертона, Лесли Уэттера и Альфреда Ходжмэна, исследовавшая и картографировавшая территорию в западном направлении, примерно в 30 километрах от лагеря на высоте 0,9 километров (на координатах 67°10′59″ ю. ш. 142°22′59″ в. д.) в 12:35 обнаружила некий чёрный объект, лежащий на снегу. Частично покрытый снегом, находился в небольшом углублении около 6 сантиметров ниже уровня поверхности; следов какого-либо мощного столкновения обнаружено не было. Согласно записям в дневнике Бикертона, объект был тотчас определён как метеорит, 15 на 3 дюйма в поперечнике; стал самым первым метеоритом, найденным в Антарктике. По словам Моусона, на вид объект был весьма необычен.

## Описание
Вес метеорита до раздробления и разрезания — 1 килограмм 34,76 грамма (2 фунта и 4½ унции); после — 1,0205 килограмма (2¼ фунта). Размерами немного вытянут; длина — 5 дюймов, ширина — 3,5 дюйма, высота — 2,25 дюйма. Нижняя поверхность шероховатая, с трещиной; но в целом имеет гладкую чёрную оболочку. Присутствуют несколько плавленных шлакообразных пятна и система из мелких трещин, образующих узоры; трещины сильно заметнее из-за светлой сердцевины метеорита. Поверхность слегка пористая с очень неглубокими ямками; самая большая имеет диаметр ⅝ дюйма и глубину ½ дюйма. Свежеобнажённая поверхность тусклого светло-серого цвета, с вкраплениями мелких кусочков никеля-железа, покрытых ржавчиной. Не считая этого, следов выветривания не наблюдается.

## Состав
Обыкновенный хондрит группы L5. В тонком разрезе состоит из оливина (гиалосидерит), пироксена (гиперстен и клиногиперстен), никеля-железа и троилита.